# Comercial Futebol Clube (Ribeirão Preto)
El Comercial Futebol Clube es un club de fútbol brasilero de la ciudad de Ribeirão Preto. Fue fundado en 1911 y juega en el Campeonato Paulista Serie A2.

## Entrenadores
- Jair Bala (julio de 1981–1981)[6][7]
- Toninho Cecílio (octubre de 2013-febrero de 2014)[8][9]
- Vágner Benazzi (febrero de 2014–abril de 2014)[10][11][12]
- Vágner Benazzi (febrero de 2016–marzo de 2016)[13][14]
- Leonardo Capitelli (interino- marzo de 2016/marzo de 2016)[14][15][16]
- Varlei de Carvalho (marzo de 2016–abril de 2016)[16][17]
- Pinho (octubre de 2017–octubre de 2018)[18][19]
- Ricardo Costa (noviembre de 2018–enero de 2019)[20][21]
- Edson Vieira (enero de 2019–marzo de 2019)[22][23]
- Ito Roque (marzo de 2019–mayo de 2019)[24][25][26]
- Roberval Davino (mayo de 2019–febrero de 2020)[26][27][28]
- Fahel Júnior (febrero de 2020–abril de 2021)[29][30]
- Régis Angeli (abril de 2021–mayo de 2021)[31][32]
- Gustavo Marciano (julio de 2021–mayo de 2022/junio de 2022–febrero de 2023)[33][34][35][36]
- Roberval Davino (febrero de 2023–abril de 2023)[36][37]
- Gustavo Marciano (abril de 2023–noviembre de 2023)[37][38]
- Luiz Carlos Martins (octubre de 2023–febrero de 2024)[39][40]
- William Piovan (interino- febrero de 2024)[40]
- Wagner Lopes (febrero de 2024)[41][42]
- Ademir Fesan (febrero de 2024–presente)[4]

## Palmarés

### Torneos estaduales
- Campeonato Paulista Serie A2 (1): 1958

### Torneos municipales
- Torneio Dr. Alberto Simioni (1): 1982
- Troféu Marechal Castelo Branco (1): 1970
- Taça Welson Gasparini (1): 1992

### Torneos amistosos
- Troféu Carlos Joel Nelli (1): 1965
- Copa Ribeirão Preto (2): 1965, 1967
- Torneio José Ermirio de Moraes Filho (2): 1973, 1981